# Johann Rudolf Werdmüller

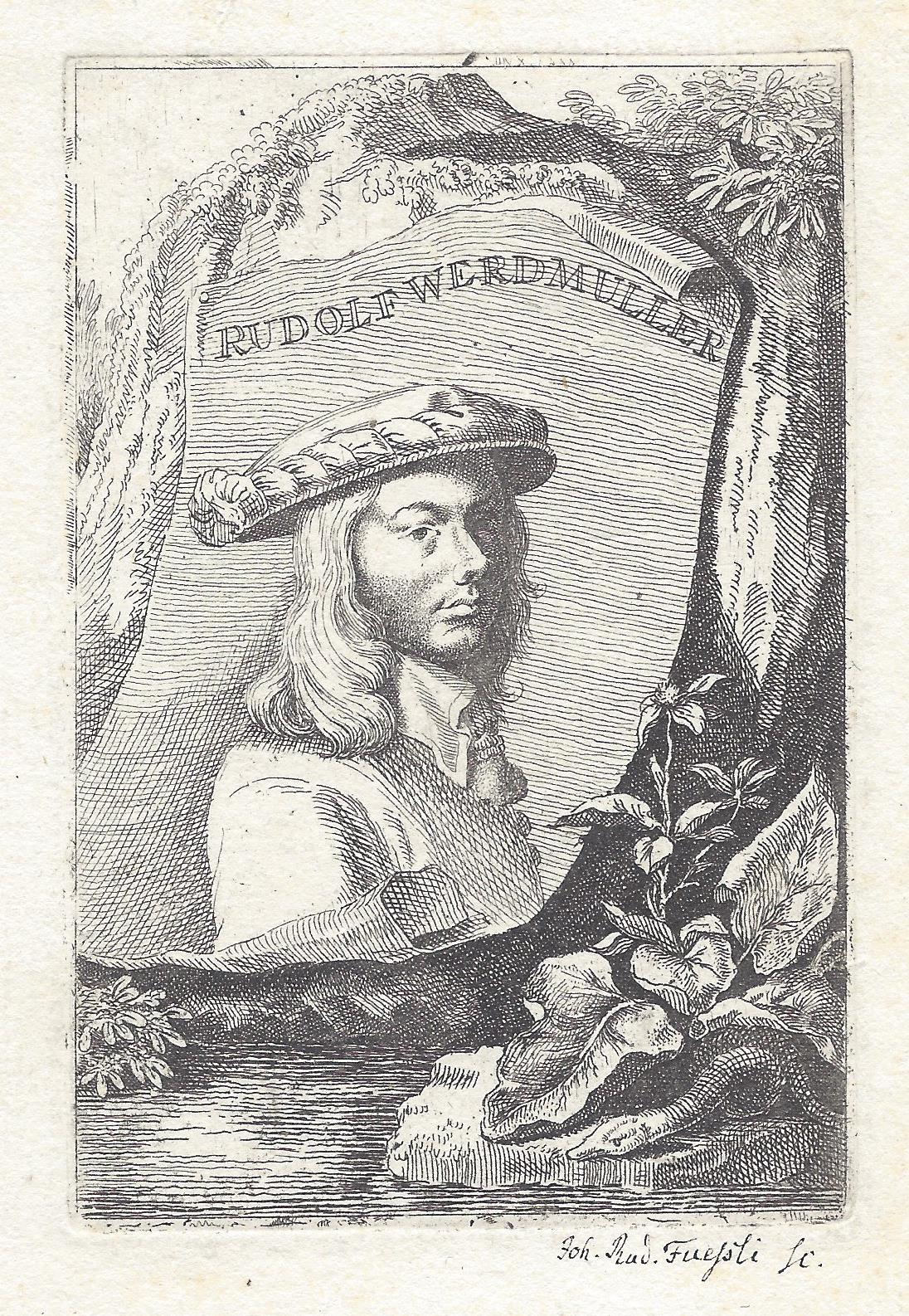
Johann Rudolph Werdmüller: 1638–1669, Porträt von Johann Rudolf Füssli

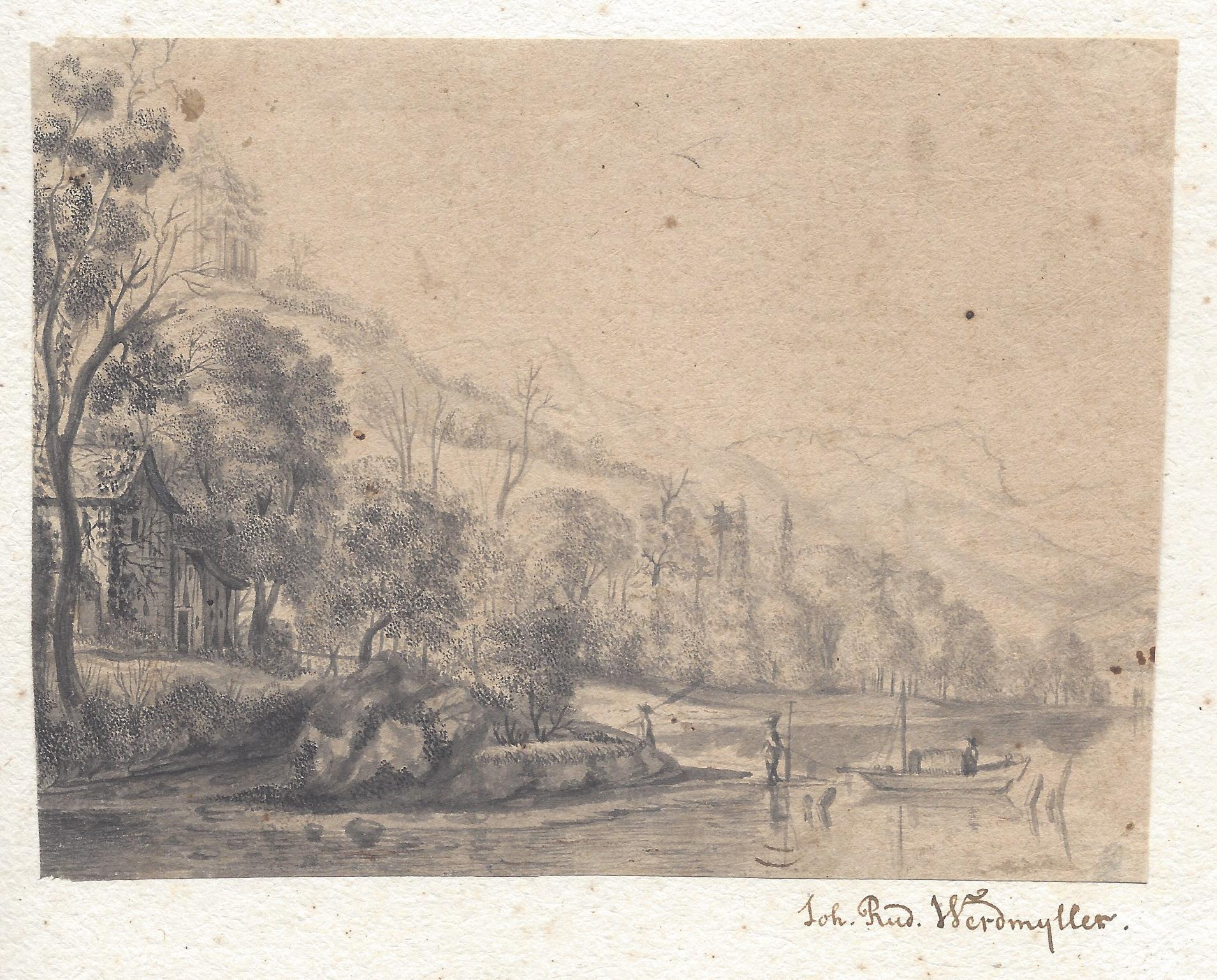
Johann Rudolph Werdmüller: Am Zürichsee, Tuschezeichnung um 1660

Johann Rudolf Werdmüller, auch Hans Rudolf Werdmüller (* 1639 in Zürich; † April 1668 ebenda) war ein Schweizer Maler, Zeichner und Bildhauer.

## Leben
Johann Rudolph Werdmüller wurde 1639 in Zürich geboren. Er war der jüngste Sohn des zuletzt in kaiserlichem Dienst stehenden Feldmarschall-Leutnants Hans Rudolf Werdmüller und dessen Ehefrau Anna Werdmüller. Zum martialischen Beruf des Vaters fehlten ihm und seinen Brüdern Jakob, Heinrich und Conrad die Eignung und Neigung. Seine Berufswahl wurde durch die Kunstsammlung des Vaters beeinflusst. Letzterer ermöglichte seinem Sohn um 1653 eine künstlerische Ausbildung bei dem Zürcher Maler und Stecher Conrad Meyer (1618–1689) und dem holländischen Maler und Radierer Jan Hackaert. 1655 begleitete Werdmüller seine Lehrer auf eine Exkursion in die Glarner Alpen. Die dort entstandenen Zeichnungen der Lehrer markieren nach Gustav Solar (1974) den Beginn der Schweizer Alpenmalerei. Nach seiner Ausbildung schuf Meyer Landschaftszeichnungen sowie Porträts und kopierte mit Geschick Gemälde der Sammlung des Vaters. In der Nachfolge seiner Lehrer malte er in der Region von Zürich und den Alpen en plein air Schweizer Landschaften. Mitte der 1660er Jahre unternahm er eine Studienreise in das damalige Kunstzentrum Amsterdam. In Frankfurt hospitierte er über den Winter bei dem Blumenmaler Jacob Marrel. In Amsterdam zog er sich eine schwere, über Monate anhaltende Erkrankung zu. Nach seiner Genesung kehrte er nach Zürich zurück. Dort verlegte er sich auf die Bildhauerei. Nach Descamps modellierte er in Terracotta Büsten von Apollon und Minerva sowie Ganzkörperfiguren des Milon von Kroton und einer Sirene. Dazu beschäftigte er sich mit der Architektur und der Hydraulik. 1668 beabsichtigte er eine Studienreise nach Paris. Bereits auf der ersten Tagesetappe entschloss er sich jedoch zur Rückkehr nach Zürich. Die Dunkelheit war bereits angebrochen. Abgestiegen vom Pferd, stürzte er von der Sihlbrücke und ertrank. Seine Zeitgenossen und Biographen bedauerten den Verlust eines vielversprechenden Talentes.

## Werk
Das hinterlassene und überkommene Werk ist schmal und besteht zumeist aus Zeichnungen.